# Výslovnost
Výslovnost slov, vět a celé řeči je způsob, kterým jedinec vytváří zvuky, z nichž se skládá mluvená řeč. Výslovnost je ovlivněna použitým jazykem, oblastí, kde mluvčí žije, jeho původem, vzděláním i jeho osobností.
Správná výslovnost je ortoepie.
Je důležitou součástí jak hovorového jazyka, tak jazyka spisovného. Kodifikace správné výslovnosti je zpravidla udržována zejména jazykovědci a na hereckých školách. Velkou tradici má právě jevištní výslovnost neboli jevištní řeč.

## Výslovnost v češtině
Zatímco používání obecné češtiny v psaném projevu je jevem poměrně novým, srov. pokusy Josefa Škvoreckého, výslovnost tak důrazně kodifikována není, což vede od 90. let 20. století k silné rozvolněnosti.[zdroj?] Lze říci, že základem ortoepie v češtině je stejně jako u pravopisu[zdroj?] výslovnost moravská,[zdroj?] s těmito výjimkami:[zdroj?]
- nedochází ke znělostní asimilaci (spodobě) neznělých souhlásek před sonorami (znělými souhláskami),[zdroj?] např. před m či h, ve slovech jako s mobilem [moravsky „zmobilem“], na shledanou [moravsky „nazhledanou“].
- zachovává kvantitu (délku) samohlásek, např. ve slově jáma [moravsky „jama“].[zdroj?]